# Satulung (gmina)
Satulung – gmina w Rumunii, w okręgu Marmarosz. Obejmuje miejscowości Arieșu de Pădure, Fersig, Finteușu Mic, Hideaga, Mogoșești, Pribilești i Satulung. W 2011 roku liczyła 5837 mieszkańców.